# Île Eagle (Antarctique)
L'île Eagle, (île de l'aigle), est une île du continent Antarctique. C'est l'une des nombreuses îles au large de la péninsule de la Trinité, (finissant la terre de Graham). Séparée du continent Antarctique par le passage d'Aripleri (en). Elle est d'origine volcanique, datée entre 1,7 à 2 millions d'années (± 0,2). Elle fait partie du groupe volcanique de l'île James Ross (en). Elle est habituellement totalement recouverte de glace et de neige.

## Effet du réchauffement climatique
En 2020, l'île Eagle montre des signes troublants de fonte rapide des glaces. En moins de deux semaines, des photos prises par le satellite Landsat 8 de la NASA ont montré des mares de fonte bleues vif et des sols exposés. Ce sont des signes de forte fonte.